# Sabangan
Sabangan ist eine philippinische Stadtgemeinde in der Provinz Mountain Province. Sie hat 9315 Einwohner (Zensus 1. August 2015).

## Baranggays
Sabangan ist administrativ in 15 Baranggays unterteilt.
| - Bao-angan - Bun-ayan - Busa - Camatagan - Capinitan | - Data - Gayang - Lagan - Losad - Namatec | - Napua - Pingad - Poblacion - Supang - Tambingan |